# Petroselinum
Petroselinum és un gènere de plantes amb flors dins la família de les apiàcies. El julivert hi pertany. Conté dues espècies herbàcies bianuals.

## Taxonomia
- Petroselinum crispum - el julivert comú
- Petroselinum segetum - una espècie comestible que normalment no es conrea